# De Zes Ogen van de Fries
De Zes Ogen van de Fries was een radioprogramma van BNNVARA.
Het programma werd van 7 januari 2018 wekelijks aan het begin van de zondagnacht uitgezonden door NPO Radio 1. Het verving het programma De Overnachting, dat BNNVARA hiervoor op dit tijdslot uitzond op de zender. De laatste uitzending van De Zes Ogen van de Fries was op 25 november 2018.
In het programma verdiepte presentator Roelof de Vries zich in een groep of subcultuur. Elke aflevering richtte zich op een andere groep, bijvoorbeeld van het leven van vissers tot aanhangers van het anarchisme.
Door drie gasten, zes ogen, te interviewen die onderdeel zijn van de betreffende groep werd een beeld van de leefwereld van de groep geschapen.